# Cololejeunea grolleana
Cololejeunea grolleana là một loài Rêu trong họ Lejeuneaceae. Loài này được Pocs mô tả khoa học đầu tiên năm 1980.